# Illumination (浜田省吾のアルバム)
『Illumination』（イルミネーション）は、1978年9月21日に発売された、浜田省吾の3枚目のアルバム。

## 概要
キャッチコピーは『新しい時代の波を知るキーがここにある。』。
本作は、その後ずっと仕事をすることになる水谷公生や佐藤準と初めて制作したアルバムである。当時は浜田が25歳、佐藤が23歳で、ともに生意気盛りでレコーディングは大変だったということである。当時のスタジオ・ミュージシャンは「エリート集団」のような感じで、浜田は彼らに対して近寄りがたい雰囲気を感じていたという。
この頃は、レコードにはバンドが入っているが、ステージは生ギター中心の時代で、レコードも売れず、矢沢永吉のフィルム・コンサートの前座で歌ったりしていた時代である。ジャケット写真は京王プラザで撮影された。
このアルバムの制作途中で、CBS・ソニーのディレクターだった蔭山敬吾が人事異動で販促に変わり、浜田は怒ったそうである。後任のディレクターには浜田と同い年の須藤晃が就任し、その後長く共に仕事をしていくこととなる。
浜田によると「音楽はプロの音になってますよね。『Midnight Blue Train』は、その頃の気持ちが出てる。この頃からポップなメロディを書く浜田省吾、というのが求められていたが、それを跳ね返して『いや、俺はこうだ!』とも言えず、身近な人からそう言われて、そうかあと思いながらやっていたけど、だんだん出来なくなり、次の『MIND SCREEN』でピークに達した」という。

## 記録
オリコンチャートでは最高66位ながら、初めて100位以内へのチャートインを記録した。
1996年時点での累計売上は349,944枚（再発盤を含む）。

## 収録曲

### LP盤
| 全作詞・作曲: 浜田省吾、全編曲: 水谷公生。 |                              |          |            |      |
| #                                          | タイトル                     | 作詞     | 作曲・編曲 | 時間 |
| 1.                                         | 「涙あふれて」               | 浜田省吾 | 浜田省吾   | 3:13 |
| 2.                                         | 「グッドナイト・トーキョー」 | 浜田省吾 | 浜田省吾   | 4:56 |
| 3.                                         | 「片想い」                   | 浜田省吾 | 浜田省吾   | 4:27 |
| 4.                                         | 「恋人達の舗道」             | 浜田省吾 | 浜田省吾   | 4:15 |
| 5.                                         | 「汐風の日々」               | 浜田省吾 | 浜田省吾   | 3:39 |
| 合計時間:                                  | 合計時間:                    | 20:30    |            |      |

| 全作詞・作曲: 浜田省吾、全編曲: 水谷公生。 |                                  |          |            |      |
| #                                          | タイトル                         | 作詞     | 作曲・編曲 | 時間 |
| 1.                                         | 「25番目の夢」                   | 浜田省吾 | 浜田省吾   | 2:22 |
| 2.                                         | 「ガラスの恋」                   | 浜田省吾 | 浜田省吾   | 3:53 |
| 3.                                         | 「散歩道」                       | 浜田省吾 | 浜田省吾   | 4:35 |
| 4.                                         | 「からっ風のララバイ」           | 浜田省吾 | 浜田省吾   | 3:04 |
| 5.                                         | 「ミッドナイト・ブルートレイン」 | 浜田省吾 | 浜田省吾   | 5:40 |
| 合計時間:                                  | 合計時間:                        | 19:34    |            |      |

### CD盤
| 全作詞・作曲: 浜田省吾、全編曲: 水谷公生。 |                                  |          |            |      |
| #                                          | タイトル                         | 作詞     | 作曲・編曲 | 時間 |
| 1.                                         | 「涙あふれて」                   | 浜田省吾 | 浜田省吾   | 3:13 |
| 2.                                         | 「グッドナイト・トーキョー」     | 浜田省吾 | 浜田省吾   | 4:56 |
| 3.                                         | 「片想い」                       | 浜田省吾 | 浜田省吾   | 4:27 |
| 4.                                         | 「恋人達の舗道」                 | 浜田省吾 | 浜田省吾   | 4:15 |
| 5.                                         | 「汐風の日々」                   | 浜田省吾 | 浜田省吾   | 3:39 |
| 6.                                         | 「25番目の夢」                   | 浜田省吾 | 浜田省吾   | 2:22 |
| 7.                                         | 「ガラスの恋」                   | 浜田省吾 | 浜田省吾   | 3:53 |
| 8.                                         | 「散歩道」                       | 浜田省吾 | 浜田省吾   | 4:35 |
| 9.                                         | 「からっ風のララバイ」           | 浜田省吾 | 浜田省吾   | 3:04 |
| 10.                                        | 「ミッドナイト・ブルートレイン」 | 浜田省吾 | 浜田省吾   | 5:40 |
| 合計時間:                                  | 合計時間:                        | 40:04    |            |      |

## 楽曲解説
1. 涙あふれて
  - 先行シングル。
2. グッドナイト・トーキョー
3. 片想い
  - 初期の浜田の代表曲。歌詞違いの未発表部分がある。
1979年にシングル「愛を眠らせて」のB面としてシングル・カットされ、1983年発売のセルフカバーアルバム『Sand Castle』でリメイクされた。
4. 恋人達の舗道
  - 歌詞違いの未発表曲「悲しみ果てなく」がある。
5. 汐風の日々
  - 歌詞違いの未発表曲「恋は不思議」がある。
6. 25番目の夢
7. ガラスの恋
8. 散歩道
  - 「片想い」と同じく、現在でも歌われる代表的なラブソング。
1983年発売のセルフカバーアルバム『Sand Castle』と、2006年発売のベスト・アルバム『The Best of Shogo Hamada vol.2』でリメイクされた。
9. からっ風のララバイ
10. ミッドナイト・ブルートレイン
  - ミュージシャンとしての苦悩や挫折を歌っている。2005年にシングル「光と影の季節」のカップリングに「Midnight Blue Train 2005」としてリメイクされた。
  - 2015年に福山雅治がカバー・アルバム『魂リク』でカバー[3]。

## 参加ミュージシャン
- Drums：Robert Brill
- Bass：岡沢茂
- Piano and Keyboards：佐藤準
- Guitar：水谷公生
- Acoustic Guitar：笛吹利明
- Percussion：斉藤ノブ
- Saxophone：Jake H. Concepcion
- Backing Vocal and Guitar Solo on "Midnight Blue Train"：町支寛二